# Adriaan van Nassau zu Reinhardstein

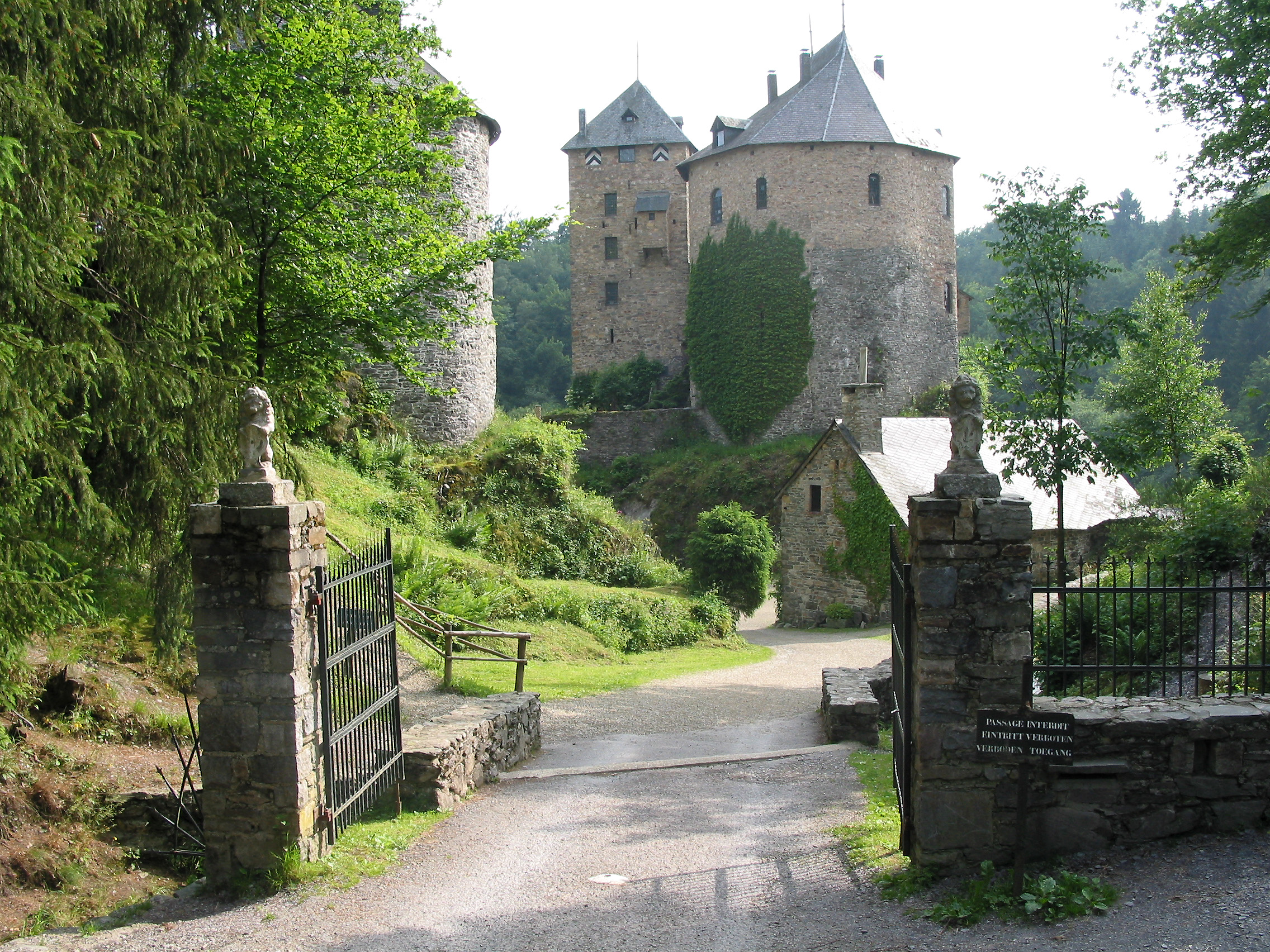
Burcht Reinhardstein

Adriaan van Nassau zu Reinhardstein (ca. 1445-1510), ridder en heer van Bütgenbach was een bastaardzoon van Jan IV van Nassau uit diens relatie met Aleyd van Lommel. Hij was van 1506 tot 1510 rentmeester van Vianden.

## Titels
- Heer van Bütgenbach
- Heer van Reinhardstein, door huwelijk.

## Huwelijk en kinderen
Van Nassau zu Reinhardstein trouwde met Catharina van Brandscheid genoemd Gebürgen (ca. 1449-1530), een dochter van Johan van Brandscheid heer van Reinhardstein (-1470) en Agnes van Zievel. Uit dit huwelijk werden geboren:
- Hendrik van Nassau zu Reinhardstein (Bütgenbach, 1470-1535) heer van Reinhardstein, Fosseux en Morialmez. Hij trouwde met Marguerite de Morialmez. Zij was een dochter van Johan Morialmez uit Corroy heer van de Sint Lambertuskerk en Murddenshoven en Margaretha van Nesselrode.
  - Johan van Nassau zu Reinhardstein (Bütgenbach, 1497-1560). Hij trouwde op 26 augustus 1538 met Magdalena von Hatzfeld. Zij was een dochter van Johan X von Hatzfeld heer van Wildenberg en vanaf 1509 door huwelijk heer van Weisweiler en Johanna Harff zu Weisweiler. Uit zijn huwelijk zijn geen kinderen bekend. Als weduwe trouwde Magdalena met Everhard van der Marck zu Neuerburg-Hamal-Bomal.
  - Anna van Nassau zu Reinhardstein (-na 6 april 1570) vrouwe van Reinhardstein, Possuir en Winterburg. Zij trouwde (1) met Bertram Kolff von Vettelhoven an der Ahr heer van Haus Vettelhoven, der Sürsch, het hof Rode, het Gut zu Wormersdorf en het Burglehen Hemmessen (Hemossen) te Altenahr. Zij trouwde (2) op 6 oktober 1540 met Willem von Metternich zu Vettelhoven (-1578) Herr zu Winterburg en door huwelijk heer van Reinhardstein. Willem was weduwnaar van Margarethe von Hondelingen en een zoon van Edmund von Metternich zu Sommerberg (1498-1542) die op 30 juni 1495 getrouwd was met Anna Kolff von Vettelhoven. Uit haar tweede huwelijk werd geboren:
    - Anna von Metternich zu Reinhardstein vrouwe van Reinhardstein en Poulseur (- 7 maart 1619). Zij trouwde (1) op 14 juni 1565 met Godhard van Schwarzenberg Freiherr von Schwarzenberg (-Düsseldorf, 1579). Hij was een zoon van Willem I van Schwarzenberg vanaf 1510 Freiherr von Seinsheim (1486-1526) en Catharina Wilhelmina van Nesselrode. Zij trouwde (2) op 7 juni 1584 met Hendrik van Plettenberg zu Kessenich. Beide huwelijken van Anna bleven kinderloos.
- Diederik van Nassau

Door het huwelijk van zijn achterkleindochter Anna van Nassau in 1550 kwam de Burcht Reinhardstein aan de graven van Metternich.